# Ludwik Zaremba
Ludwik Zaremba – urzędnik, prezydent Włocławka w latach 1862–1866.
W karierze urzędniczej prawdopodobnie pomagały mu układy rodzinne – w 1856 r. ożenił się z córką Ignacego Paszkiewicza, ówczesnego prezydenta Włocławka, Heleną.